# موسم الفصح

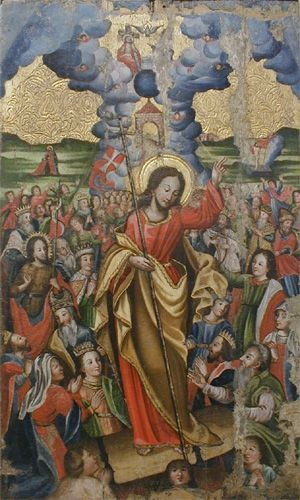
أيقونة قيامة يسوع المسيح التي يُحتَفل بها طوال موسم

موسم الفصح هو موسم احتفالي في الأعياد المسيحية الذي يركز على الاحتفال بقيامة يسوع المسيح. يبدأ يومَ عيد القيامة الذي يبدأ به كل من ثمانية الفصح في المسيحية الغربية والأسبوع المشرق في المسيحية الشرقية. يوجد عدة عادات في عيد الفصح في جميع أنحاء العالم المسيحي، مثل خدمة شروق الشمس وتهليل تحية الفصح وتزيين بيض عيد الفصح رمز القبر الفارغ.